# Клубний чемпіонат світу з футболу 2021 (склади)
У таблиці нижче представлені склади команд-учасниць клубного чемпіонату світу з футболу 2021 року. Кожна команда повинна мати склад з 23-х гравців (три з яких мають бути воротарями).
Заміни через травми дозволено було проводити за 24 години до першого матчу команди.

## Аль-Аглі (Каїр)
Головний тренер:  Пітсо Мосімане
| №  | Поз. | Нац.   | Гравець             |
| -- | ---- | ------ | ------------------- |
| 16 | ВР   | Єгипет | Алі Лотфі           |
| 31 | ВР   | Єгипет | Мостафа Шобеїр      |
| 33 | ВР   | Єгипет | Хамза Алаа          |
| 5  | ЗХ   | Єгипет | Рамі Рабія          |
| 6  | ЗХ   | Єгипет | Яссер Ібрагім       |
| 12 | ЗХ   | Єгипет | Айман Ашраф         |
| 20 | ЗХ   | Єгипет | Махмуд Вахід        |
| 21 | ЗХ   | Туніс  | Алі Маалул          |
| 24 | ЗХ   | Єгипет | Мохамед Абдельмонем |
| 27 | ЗХ   | Єгипет | Тахер Мохамед       |
| 28 | ЗХ   | Єгипет | Карім Фуад          |
| 30 | ЗХ   | Єгипет | Мохамед Хані        |

| №  | Поз. | Нац.     | Гравець            |
| -- | ---- | -------- | ------------------ |
| 66 | ЗХ   | Єгипет   | Мухамед Ельмаграбі |
| 8  | ПЗ   | Єгипет   | Хамді Фатхі        |
| 11 | ПЗ   | Єгипет   | Валід Соліман      |
| 14 | ПЗ   | Єгипет   | Хуссейн Аль-Шахат  |
| 15 | ПЗ   | Малі     | Алью Дьєнг         |
| 17 | ПЗ   | Єгипет   | Амр Ель-Солія      |
| 19 | ПЗ   | Єгипет   | Мохамед Кафша      |
| 29 | ПЗ   | Мозамбік | Луїш Міквіссоне    |
| 35 | ПЗ   | Єгипет   | Ахмед Абдель Кадер |
| 45 | ПЗ   | Єгипет   | Зіяд Тарек         |
| 10 | НП   | Єгипет   | Мохамед Шеріф      |

## Аль-Гіляль
Головний тренер:  Леонарду Жардім
| №  | Поз. | Нац.              | Гравець              |
| -- | ---- | ----------------- | -------------------- |
| 1  | ВР   | Саудівська Аравія | Абдулла Аль-Маюф     |
| 21 | ВР   | Саудівська Аравія | Мохаммед Аль-Овейс   |
| 33 | ВР   | Саудівська Аравія | Абдулла Аль-Джадаані |
| 2  | ЗХ   | Саудівська Аравія | Мохаммед Аль-Брейк   |
| 5  | ЗХ   | Саудівська Аравія | Алі Аль-Булаїхі      |
| 12 | ЗХ   | Саудівська Аравія | Яссер аш-Шаграні     |
| 20 | ЗХ   | Південна Корея    | Чан Хьон Су          |
| 32 | ЗХ   | Саудівська Аравія | Мутеб Аль-Муфаррій   |
| 66 | ЗХ   | Саудівська Аравія | Сауд Абдулхамід      |
| 70 | ЗХ   | Саудівська Аравія | Мохаммед Джахфалі    |
| 88 | ЗХ   | Саудівська Аравія | Хамад Аль-Ямі        |
| 6  | ПЗ   | Колумбія          | Густаво Куельяр      |

| №  | Поз. | Нац.              | Гравець            |
| -- | ---- | ----------------- | ------------------ |
| 7  | ПЗ   | Саудівська Аравія | Салман аль-Фарадж  |
| 15 | ПЗ   | Бразилія          | Матеус Перейра     |
| 16 | ПЗ   | Саудівська Аравія | Нассер Аль-Давсарі |
| 28 | ПЗ   | Саудівська Аравія | Мохамед Канно      |
| 29 | ПЗ   | Саудівська Аравія | Салем аль-Давсарі  |
| 43 | ПЗ   | Саудівська Аравія | Мусаб Аль-Джувейр  |
| 96 | ПЗ   | Бразилія          | Мікаель            |
| 9  | НП   | Нігерія           | Одіон Ігало        |
| 11 | НП   | Саудівська Аравія | Салех Аль-Шехрі    |
| 17 | НП   | Малі              | Мусса Марега       |
| 19 | НП   | Перу              | Андре Каррільйо    |

## Аль-Джазіра
Головний тренер:  Марсел Кейзер
| №  | Поз. | Нац.        | Гравець               |
| -- | ---- | ----------- | --------------------- |
| 1  | ВР   | ОАЕ         | Абдулрахман Аль-Амері |
| 55 | ВР   | ОАЕ         | Алі Хасіф             |
| 56 | ВР   | ОАЕ         | Ракан Аль-Менхалі     |
| 2  | ЗХ   | ОАЕ         | Абдулла Ідріс         |
| 4  | ЗХ   | Сербія      | Мілош Косанович       |
| 5  | ЗХ   | ОАЕ         | Халіфа Аль-Хаммаді    |
| 6  | ЗХ   | ОАЕ         | Мохаммед Аль-Аттас    |
| 15 | ЗХ   | Марокко     | Мохаммед Рабії        |
| 38 | ЗХ   | ОАЕ         | Наваф Дхаві           |
| 8  | ПЗ   | Кот-д'Івуар | Мамаду Кулібалі       |
| 11 | ПЗ   | ОАЕ         | Абдалла Рамадан       |
| 12 | ПЗ   | ОАЕ         | Салем Рашид Обаїд     |

| №  | Поз. | Нац.     | Гравець                     |
| -- | ---- | -------- | --------------------------- |
| 17 | ПЗ   | ПАР      | Тюлані Сереро               |
| 19 | ПЗ   | Малі     | Умар Траоре                 |
| 22 | ПЗ   | ОАЕ      | Мохаммед Джамал             |
| 24 | ПЗ   | ОАЕ      | Заєд Султан                 |
| 28 | ПЗ   | ОАЕ      | Юсеф Айман                  |
| 29 | ПЗ   | Бразилія | Жоао Віктор                 |
| 7  | НП   | ОАЕ      | Алі Мабхут                  |
| 9  | НП   | ОАЕ      | Заєд Аль-Амері              |
| 21 | НП   | Малі     | Абдулай Діабі               |
| 70 | НП   | ОАЕ      | Ахмед Аль-Аттас             |
| 80 | НП   | Бразилія | Бруно Консейсао де Олівейра |

## Монтеррей
Головний тренер:  Хав'єр Агірре
| №  | Поз. | Нац.      | Гравець            |
| -- | ---- | --------- | ------------------ |
| 1  | ВР   | Аргентина | Естебан Андрада    |
| 22 | ВР   | Мексика   | Луїс Карденас      |
| 24 | ВР   | Мексика   | Сезар Рамос        |
| 3  | ЗХ   | Мексика   | Сесар Монтес       |
| 6  | ЗХ   | Мексика   | Едсон Гутьєррес    |
| 15 | ЗХ   | Мексика   | Ектор Морено       |
| 20 | ЗХ   | Чилі      | Себастьян Вегас    |
| 27 | ЗХ   | Мексика   | Даніель Парра      |
| 33 | ЗХ   | Колумбія  | Стефан Медіна      |
| 43 | ЗХ   | Мексика   | Алан Монтес        |
| 4  | ПЗ   | Мексика   | Луїс Ромо          |
| 5  | ПЗ   | Аргентина | Матіас Краневіттер |

| №  | Поз. | Нац.       | Гравець            |
| -- | ---- | ---------- | ------------------ |
| 14 | ПЗ   | Мексика    | Ерік Агірре        |
| 16 | ПЗ   | Парагвай   | Сельсо Ортіс       |
| 17 | ПЗ   | Мексика    | Хесус Гальярдо     |
| 21 | ПЗ   | Мексика    | Альфонсо Гонсалес  |
| 7  | НП   | Мексика    | Рохеліо Фунес Морі |
| 8  | НП   | Коста-Рика | Хоель Кемпбелл     |
| 9  | НП   | Нідерланди | Вінсент Янссен     |
| 11 | НП   | Аргентина  | Максиміліано Меса  |
| 19 | НП   | Мексика    | Альфонсо Альварадо |
| 30 | НП   | Мексика    | Родольфо Пісарро   |
| 49 | НП   | Мексика    | Калет Ернандес     |

## Палмейрас
Головний тренер:  Абел Феррейра
| №  | Поз. | Нац.     | Гравець           |
| -- | ---- | -------- | ----------------- |
| 21 | ВР   | Бразилія | Вевертон          |
| 31 | ВР   | Бразилія | Матеус            |
| 42 | ВР   | Бразилія | Марсело Ломба     |
| 2  | ЗХ   | Бразилія | Маркос Роша       |
| 4  | ЗХ   | Чилі     | Беньямін Кушчевич |
| 6  | ЗХ   | Бразилія | Жорже             |
| 12 | ЗХ   | Бразилія | Майке             |
| 13 | ЗХ   | Бразилія | Луан Гарсія       |
| 15 | ЗХ   | Парагвай | Густаво Гомес     |
| 22 | ЗХ   | Уругвай  | Хоакін Пікерес    |
| 26 | ЗХ   | Бразилія | Муріло Серкейра   |
| 8  | ПЗ   | Бразилія | Зе Рафаел         |

| №  | Поз. | Нац.     | Гравець         |
| -- | ---- | -------- | --------------- |
| 14 | ПЗ   | Бразилія | Густаво Скарпа  |
| 20 | ПЗ   | Колумбія | Едуард Атуеста  |
| 23 | ПЗ   | Бразилія | Рафаел Вейга    |
| 28 | ПЗ   | Бразилія | Даніло          |
| 30 | ПЗ   | Бразилія | Жаїлсон Сікейра |
| 7  | НП   | Бразилія | Дуду            |
| 10 | НП   | Бразилія | Роні            |
| 11 | НП   | Бразилія | Веслі           |
| 16 | НП   | Бразилія | Дейверсон Брум  |
| 19 | НП   | Бразилія | Брено Лопеш     |
| 29 | НП   | Бразилія | Рафаель Наварро |

## Пірае
Головний тренер:  Неа Беннетт
| №  | Поз. | Нац.  | Гравець          |
| -- | ---- | ----- | ---------------- |
| 1  | ВР   | Таїті | Джонатан Торохія |
| 16 | ВР   | Таїті | Тева Дурот       |
| 23 | ВР   | Таїті | Стівен Таеро     |
| 2  | ЗХ   | Таїті | Таумігау Тіатіа  |
| 3  | ЗХ   | Таїті | Мататіа Паама    |
| 4  | ЗХ   | Таїті | Хаумау Танетоа   |
| 13 | ЗХ   | Таїті | Аріюра Лабасте   |
| 20 | ЗХ   | Таїті | Альвен Тео       |
| 30 | ЗХ   | Таїті | Джонатан Тео     |
| 6  | ПЗ   | Таїті | Техату Гіттон    |
| 7  | ПЗ   | Таїті | Авераї Беннетт   |
| 8  | ПЗ   | Таїті | Гейраурі Салем   |

| №  | Поз. | Нац.    | Гравець             |
| -- | ---- | ------- | ------------------- |
| 12 | ПЗ   | Таїті   | Нехемія Терітахі    |
| 17 | ПЗ   | Таїті   | Сільвен Гралья      |
| 19 | ПЗ   | Таїті   | Емано Бурбар        |
| 21 | ПЗ   | Таїті   | Тейманайтерай Патер |
| 9  | НП   | Франція | Бенуа Матон         |
| 10 | НП   | Таїті   | Патрік Тепа         |
| 11 | НП   | Таїті   | Сандро Тау          |
| 14 | НП   | Таїті   | Рунуй Тінірауарі    |
| 18 | НП   | Таїті   | Йоанн Тіоні         |
| 22 | НП   | Таїті   | Джей Воррен         |
| 26 | НП   | Таїті   | Аксель Вільямс      |

## Челсі
Головний тренер:  Томас Тухель
| №  | Поз. | Нац.      | Гравець            |
| -- | ---- | --------- | ------------------ |
| 1  | ВР   | Іспанія   | Кепа Аррісабалага  |
| 13 | ВР   | Англія    | Маркус Беттінеллі  |
| 16 | ВР   | Сенегал   | Едуар Менді        |
| 2  | ЗХ   | Німеччина | Антоніо Рюдігер    |
| 3  | ЗХ   | Іспанія   | Маркос Алонсо      |
| 4  | ЗХ   | Данія     | Андреас Крістенсен |
| 6  | ЗХ   | Бразилія  | Тіагу Сілва        |
| 14 | ЗХ   | Англія    | Трево Чалоба       |
| 28 | ЗХ   | Іспанія   | Сесар Аспілікуета  |
| 31 | ЗХ   | Франція   | Маланг Сарр        |
| 33 | ЗХ   | Бразилія  | Кенеді             |
| 5  | ПЗ   | Італія    | Жоржиньйо          |

| №  | Поз. | Нац.      | Гравець            |
| -- | ---- | --------- | ------------------ |
| 7  | ПЗ   | Франція   | Н'Голо Канте       |
| 8  | ПЗ   | Хорватія  | Матео Ковачич      |
| 17 | ПЗ   | Іспанія   | Сауль Ньїгес       |
| 18 | ПЗ   | Англія    | Росс Барклі        |
| 19 | ПЗ   | Англія    | Мейсон Маунт       |
| 9  | НП   | Бельгія   | Ромелу Лукаку      |
| 10 | НП   | США       | Крістіан Пулишич   |
| 11 | НП   | Німеччина | Тімо Вернер        |
| 20 | НП   | Англія    | Каллум Гадсон-Одой |
| 22 | НП   | Марокко   | Хакім Зієш         |
| 29 | НП   | Німеччина | Кай Гаверц         |